# Introl
Introl – polskie przedsiębiorstwo działające w branży automatyki przemysłowej, instalacji technologicznych, w energetyce i budownictwie przemysłowym. Spółką nadrzędną w strukturze grupy jest spółka Introl S.A., będąca większościowym udziałowcem pozostałych spółek. Roczne obroty Grupy Introl w 2012 roku sięgnęły ponad 366 mln PLN, dzięki czemu grupa znalazła się na liście 500 największych polskich firm Polityki.

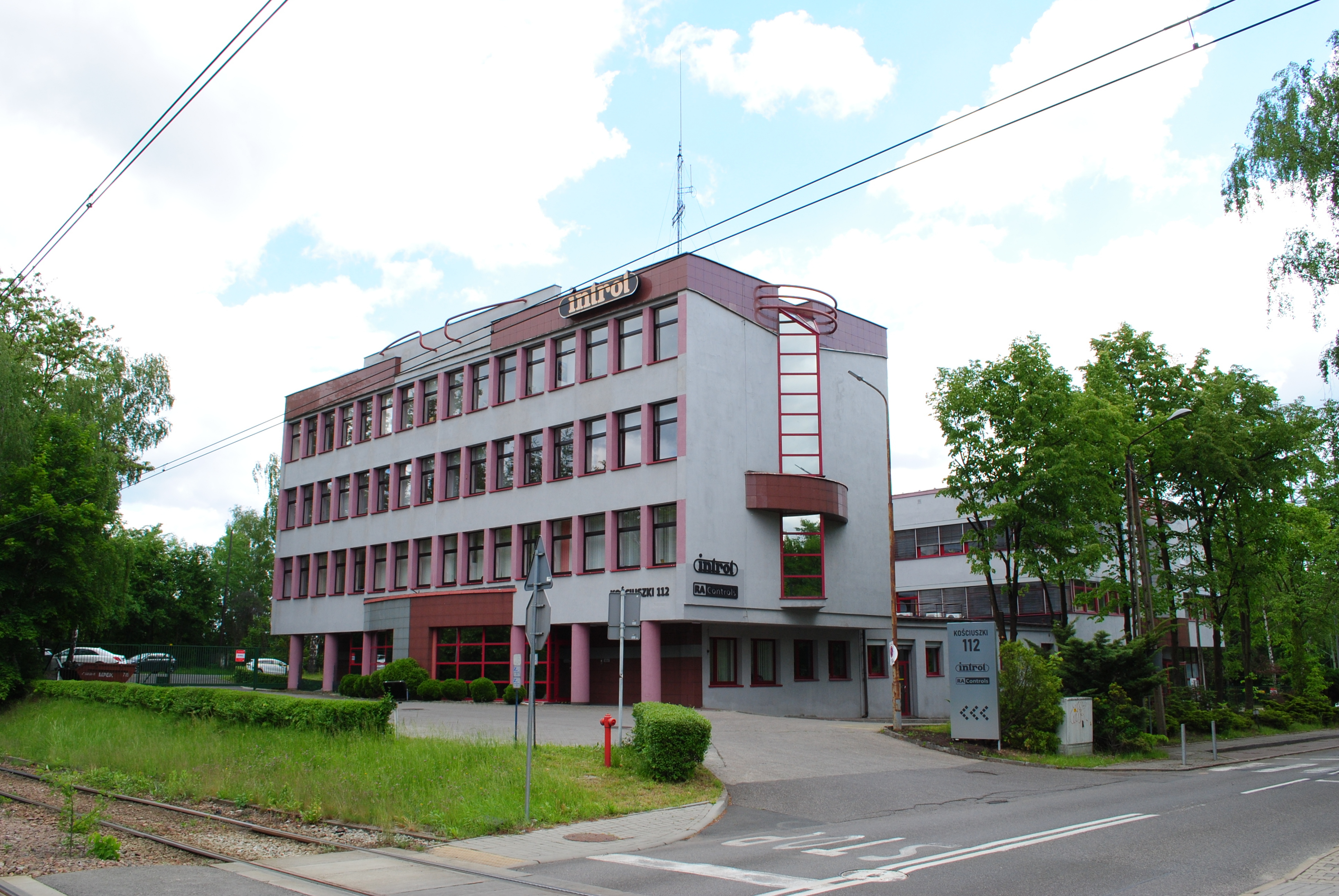
Siedziba firmy Introl

Wśród asortymentu urządzeń do zastosowań przemysłowych oferta Introl obejmuje między innymi przepływomierze, mierniki i sygnalizatory poziomu, manometry i przetworniki ciśnienia i różnicy ciśnień, i inne. Dostarczanie przyrządów pomiarowych i systemów automatyki przemysłowej było z czasem poszerzane o produkcję aparatury kontrolno-pomiarowej, usługi inżynierskie, kompleksowe realizacje inwestycji w różnych gałęziach przemysłu oraz wdrażanie rozwiązań informatycznych.
Grupa rozpoczęła swoją działalność w 1990 roku, w którym powstało Przedsiębiorstwo Automatyzacji i Pomiarów Introl s.c. Introl od początku swojej działalności zajmował się dostarczaniem do polskich zakładów przemysłowych zaawansowanych technologii z obszaru automatyki i pomiarów przemysłowych. Od 2007 roku Introl S.A. notowany jest na Giełdzie Papierów Wartościowych w Warszawie. W styczniu 2014 roku Grupa Kapitałowa Introl S.A. skupiała 14 spółek.